# Wrocław Główny
Wrocław Główny (Wrocław főpályaudvar) egy lengyelországi pályaudvar, Wrocław központjában, a belvárostól délre.

## Szomszédos állomások
A vasútállomáshoz az alábbi állomások vannak a legközelebb:
- Wrocław Mikołajów (Wrocław–Poznań-vasútvonal)
- Wrocław Muchobór (Wrocław–Szczecin-vasútvonal)
- Wrocław Wojszyce (Wrocław–Jedlina Zdrój-vasútvonal)
- Wrocław Brochów
- Wrocław Grabiszyn
- Smardzów Wrocławski
- Wrocław Gądów

## Forgalom
Vonatok az állomásról:
- Wrocław – Kłodzko, Międzylesie, Letohrad
- Wrocław – Legnica, Dresden Hbf, Görlitz (nemzetközi, üzemeltető: Deutsche Bahn)
- Wrocław – Oleśnica
- Wrocław – Opole
- Wrocław – Poznań
- Wrocław – Ścinawa
- Wrocław – Wałbrzych, Jelenia Góra, Szklarska Poręba
- Wrocław – Jedlina Zdrój

## Galéria

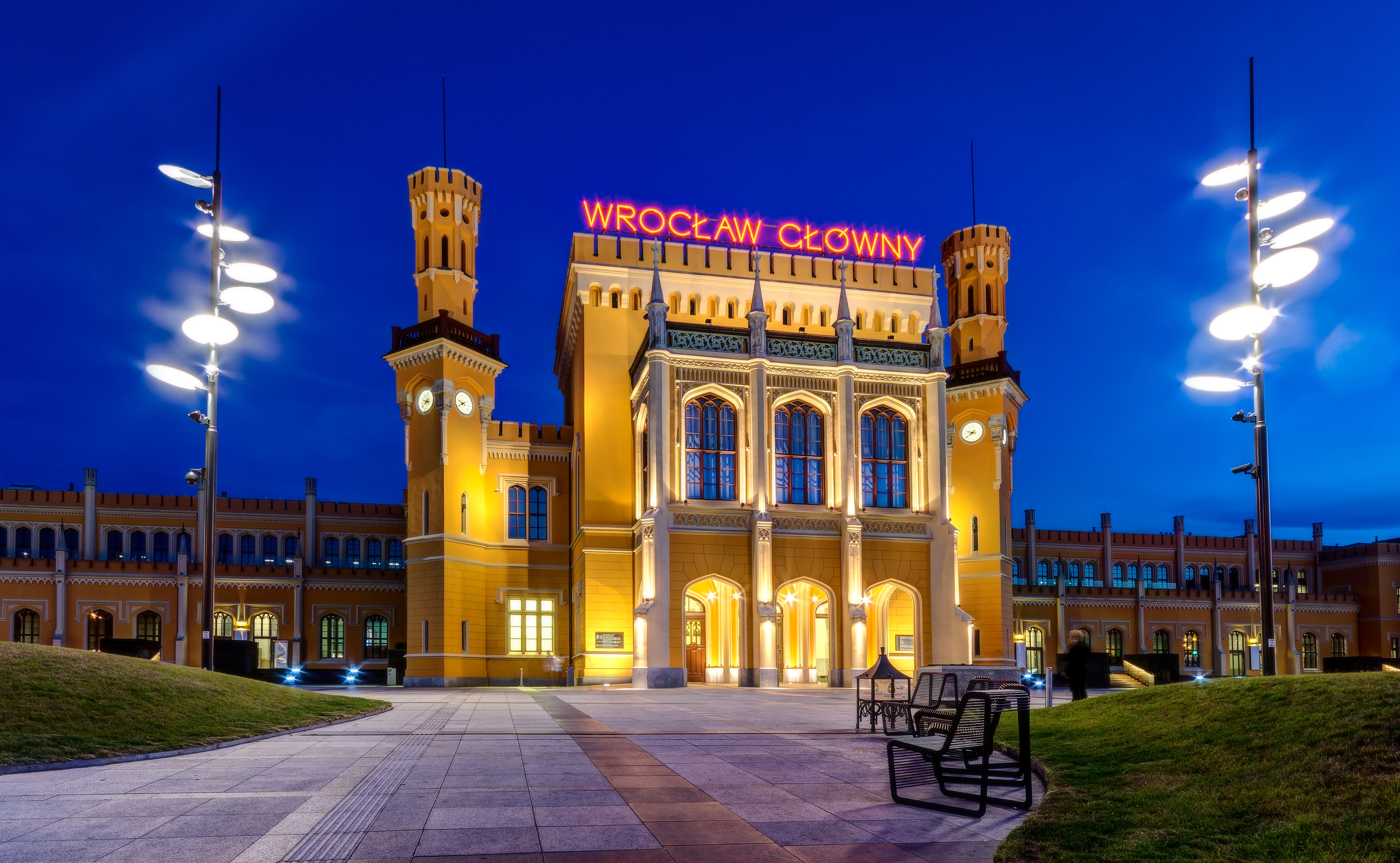
Főbejárat
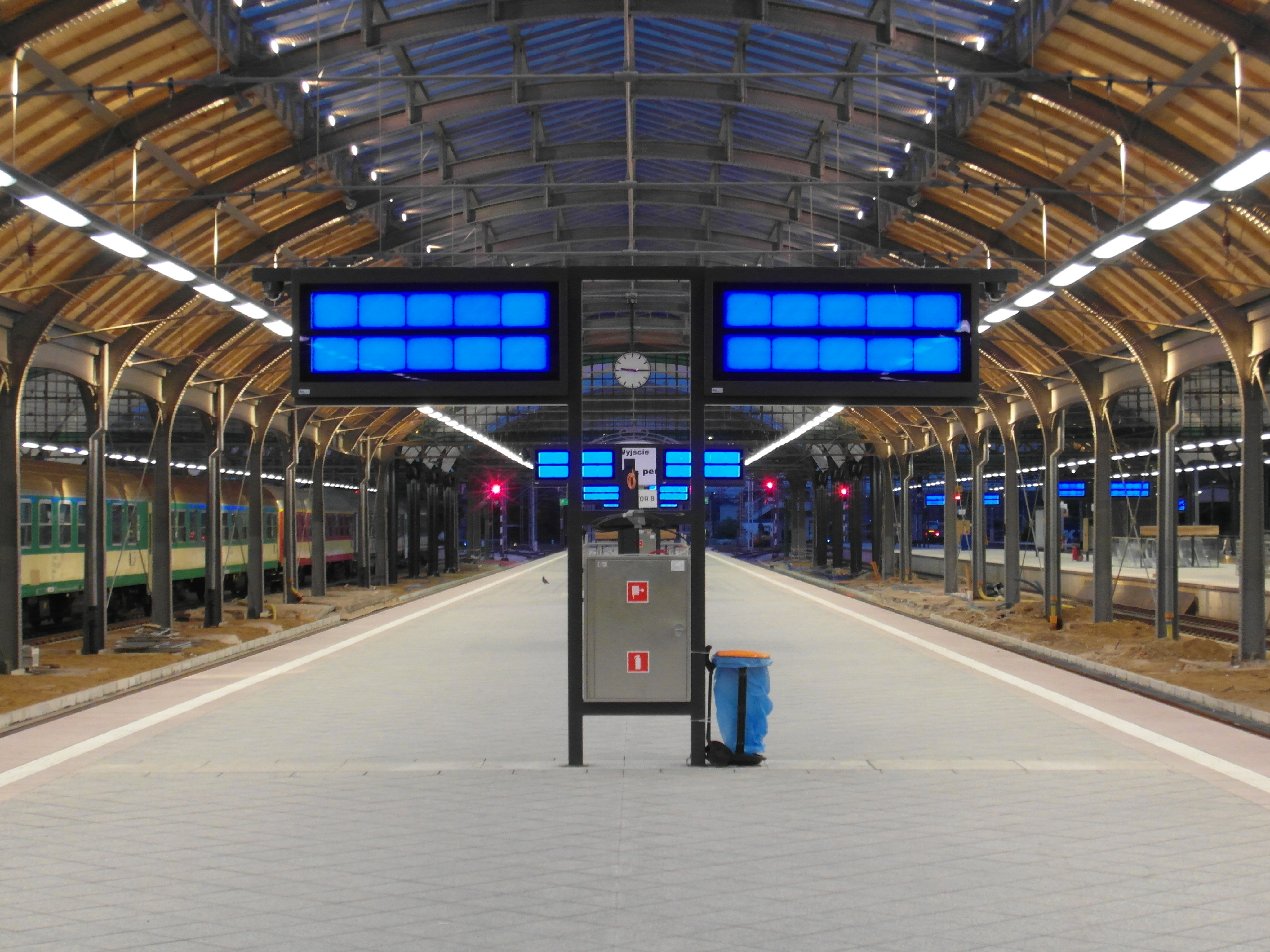
A vágányok
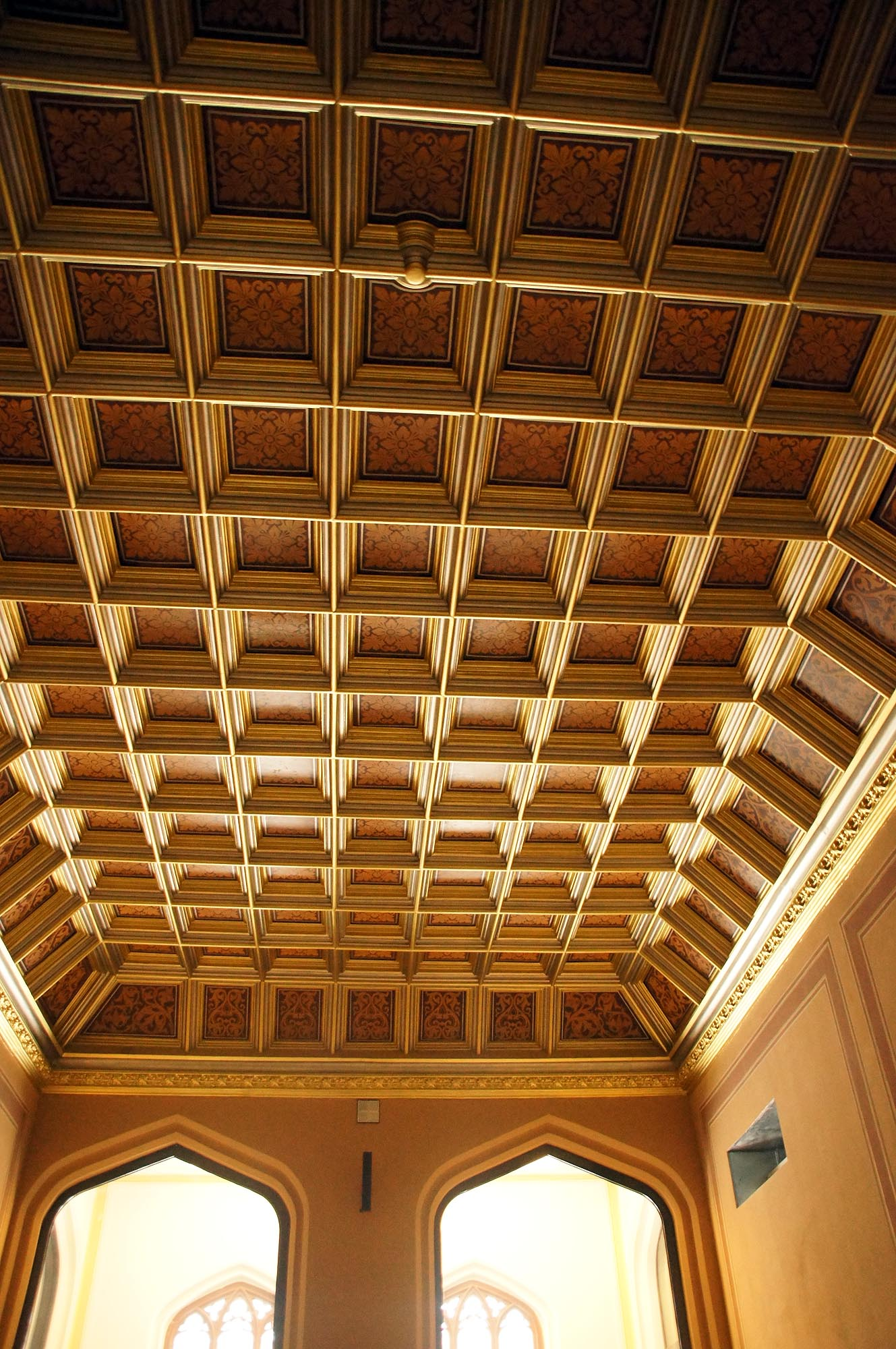
Az állomás belülről
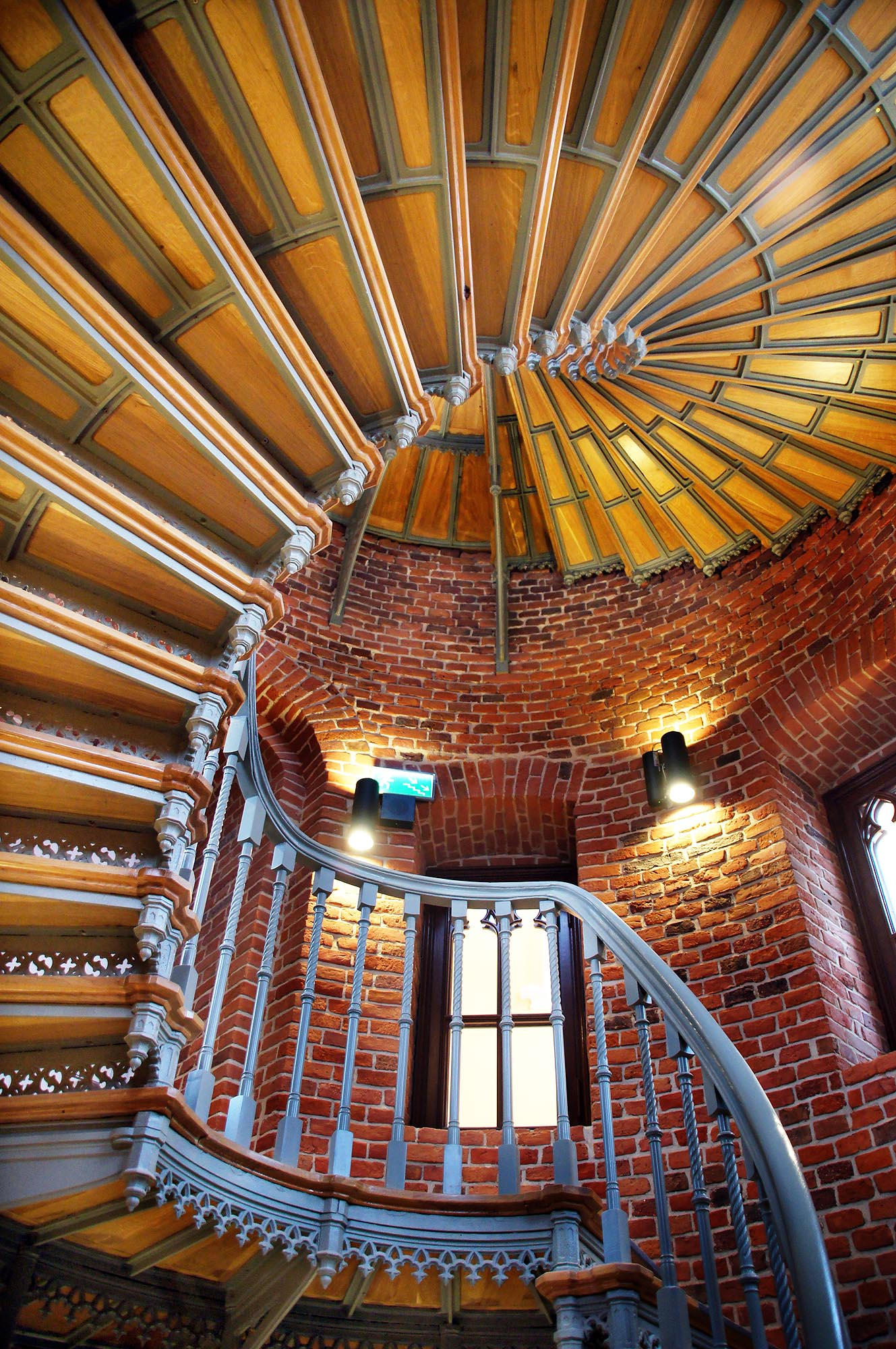
Lépcsők a toronyban
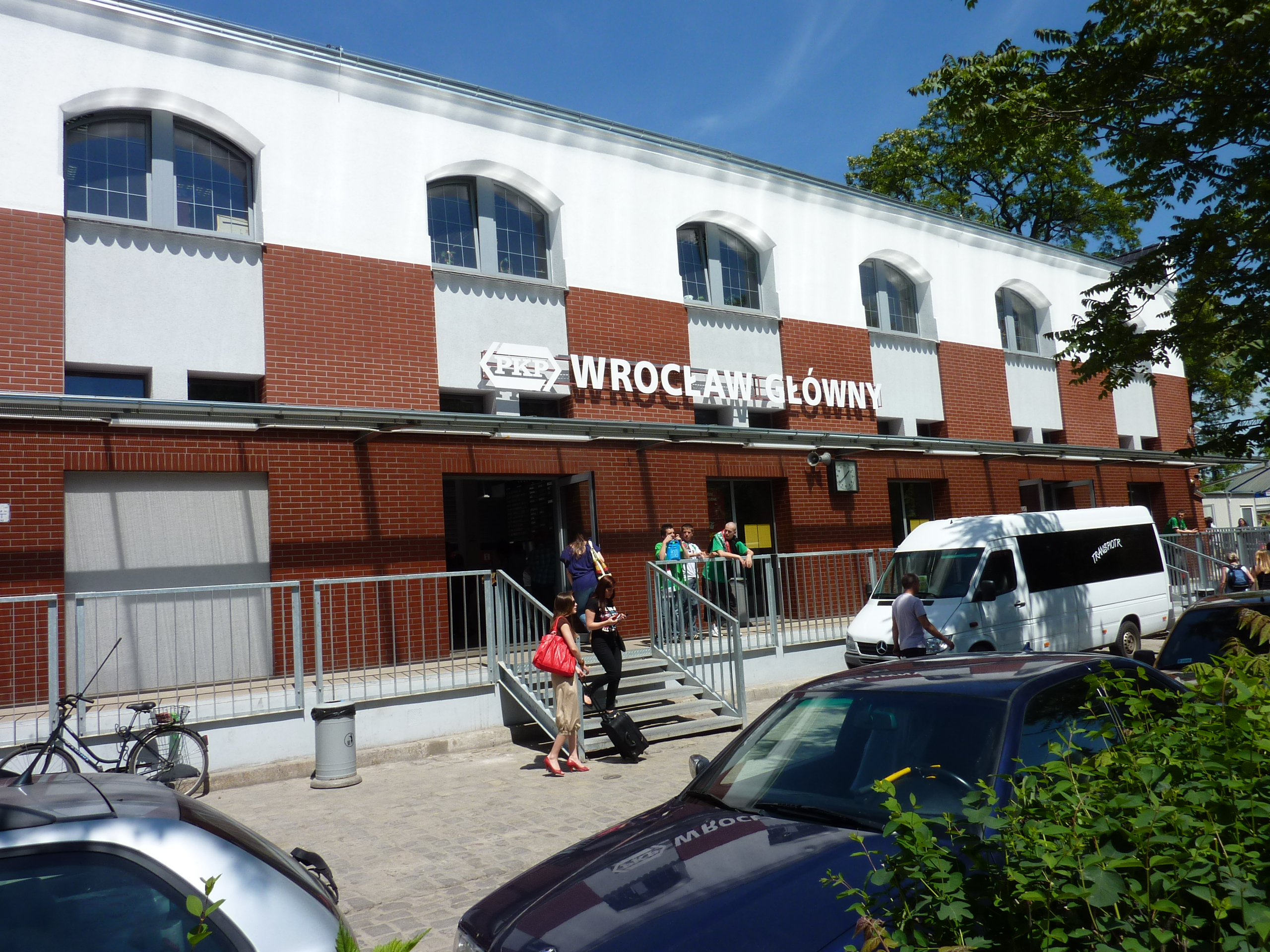
Ideiglenes bejárat 2010 és 2012 között

## Fordítás
- Ez a szócikk részben vagy egészben  a   Wrocław Główny railway station című angol Wikipédia-szócikk fordításán alapul.  Az eredeti cikk szerkesztőit annak laptörténete sorolja fel. Ez a jelzés csupán a megfogalmazás eredetét és a szerzői jogokat jelzi, nem szolgál a cikkben szereplő információk forrásmegjelöléseként.
- Ez a szócikk részben vagy egészben  a   Wrocław Główny című lengyel Wikipédia-szócikk fordításán alapul.  Az eredeti cikk szerkesztőit annak laptörténete sorolja fel. Ez a jelzés csupán a megfogalmazás eredetét és a szerzői jogokat jelzi, nem szolgál a cikkben szereplő információk forrásmegjelöléseként.